# Prazeres (Jaboatão dos Guararapes)
Prazeres é um bairro de Jaboatão dos Guararapes, integrante da Regional 05 — Prazeres, que é considerado o centro do distrito-sede. Em Prazeres está localizada a sede da prefeitura.
A partir de 1989, a tentativa de emancipação do então distrito de Muribeca dos Guararapes fez com que a prefeitura mudasse a sede da cidade de Jaboatão para lá, o que fez com que o município tivesse seu nome alterado para o atual pela Lei N.º 004 de 05 de maio de 1989.
Mesmo assim, oficialmente se refere como sendo o centro da cidade ao distrito de Jaboatão.. 

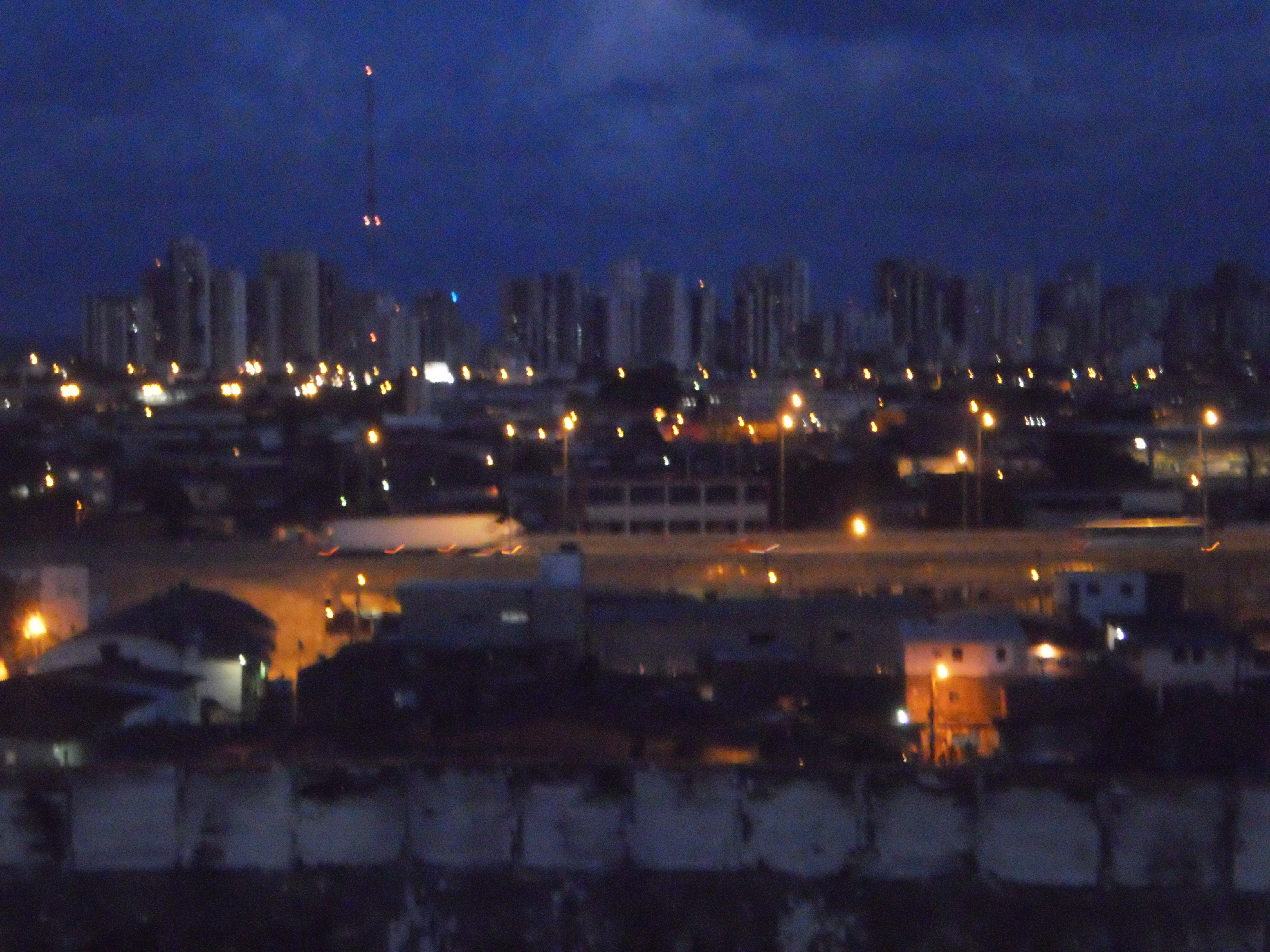
Vista noturna do bairro a partir do Monte dos Guararapes.